# 小江镇 (阳山县)
小江镇，是中华人民共和国广东省清远市阳山县下辖的一个乡镇级行政单位。2020年人口16787人。

## 行政区划
小江镇下辖以下地区：
小江社区、小江村、沙寮村、双山村、下坪村、塘楼村、坦塘村、水槽村、珠光村、船洞村、黄牛滩村、石螺村、塘冲村和罗汉村。